# テリー・カイザー
テリー・カイザー（Terry Kiser、1939年8月1日 - ）は、アメリカ合衆国の俳優。

## 出演作品
- エイリアン・トルネード 未知との遭遇
- エイリアン・トルネード
- ふたりの男とひとりの女 シーズン3
- ザ・サバイバー
- 平気で嘘をつく女
- 不思議なペットショップ
- バーニーズ2
- メタルウィング
- マネキン2
- ビーチバレーに賭けた夏
- バーニーズ／あぶない!?ウィークエンド
- 13日の金曜日 PART7 新しい恐怖（クルーズ先生）
- バイオニック・ジェミー スペシャル／蘇えった地上最強の美女
- 魔性の囁き／悪夢と幻想の四章
- SFスターフライト I
- 幸福のチェッカー
- 香港コネクション
- 無邪気な子供たち
- 超高層プロフェッショナル
- Lois&Clark 新スーパーマン　(H.G Wells)